# بابلو بيريز
بابلو بيريز (بالإسبانية: Pablo Javier Pérez)‏ (و. 1985 – م) هو لاعب كرة قدم، من الأرجنتين، ولد في روساريو.

## روابط خارجية
- بابلو بيريز على موقع إي إس بي إن إف سي (الإنجليزية)
- بابلو بيريز على موقع قاعدة بيانات كرة القدم.إي يو (الإنجليزية)
- بابلو بيريز على موقع ناشيونال فوتبول تيمز (الإنجليزية)
- بابلو بيريز على موقع Soccerway.com (الإنجليزية)
- بابلو بيريز على موقع AS.com (الإسبانية)